# Myxotrichum stipitatum
Myxotrichum stipitatum är en lavart som först beskrevs av Lindf., och fick sitt nu gällande namn av G.F. Orr & Kuehn 1963. Myxotrichum stipitatum ingår i släktet Myxotrichum och familjen Myxotrichaceae.  Arten är reproducerande i Sverige. Inga underarter finns listade i Catalogue of Life.